# Cade Cunningham
Cade Parker Cunningham (Arlington, Texas, 25 de septiembre de 2001) es un baloncestista estadounidense que pertenece a la plantilla de los Detroit Pistons de la NBA. Con 1,98 metros de estatura, juega como base. Fue elegido número uno del draft de la NBA del año 2021.

## Carrera

### Instituto
A final de temporada fue galardonado con el Naismith Prep Player of the Year Award y fue seleccionado para el McDonald's All-American Game y el Jordan Brand Classic, pero ambos partidos fueron cancelados debido a la pandemia de COVID-19.

### Universidad

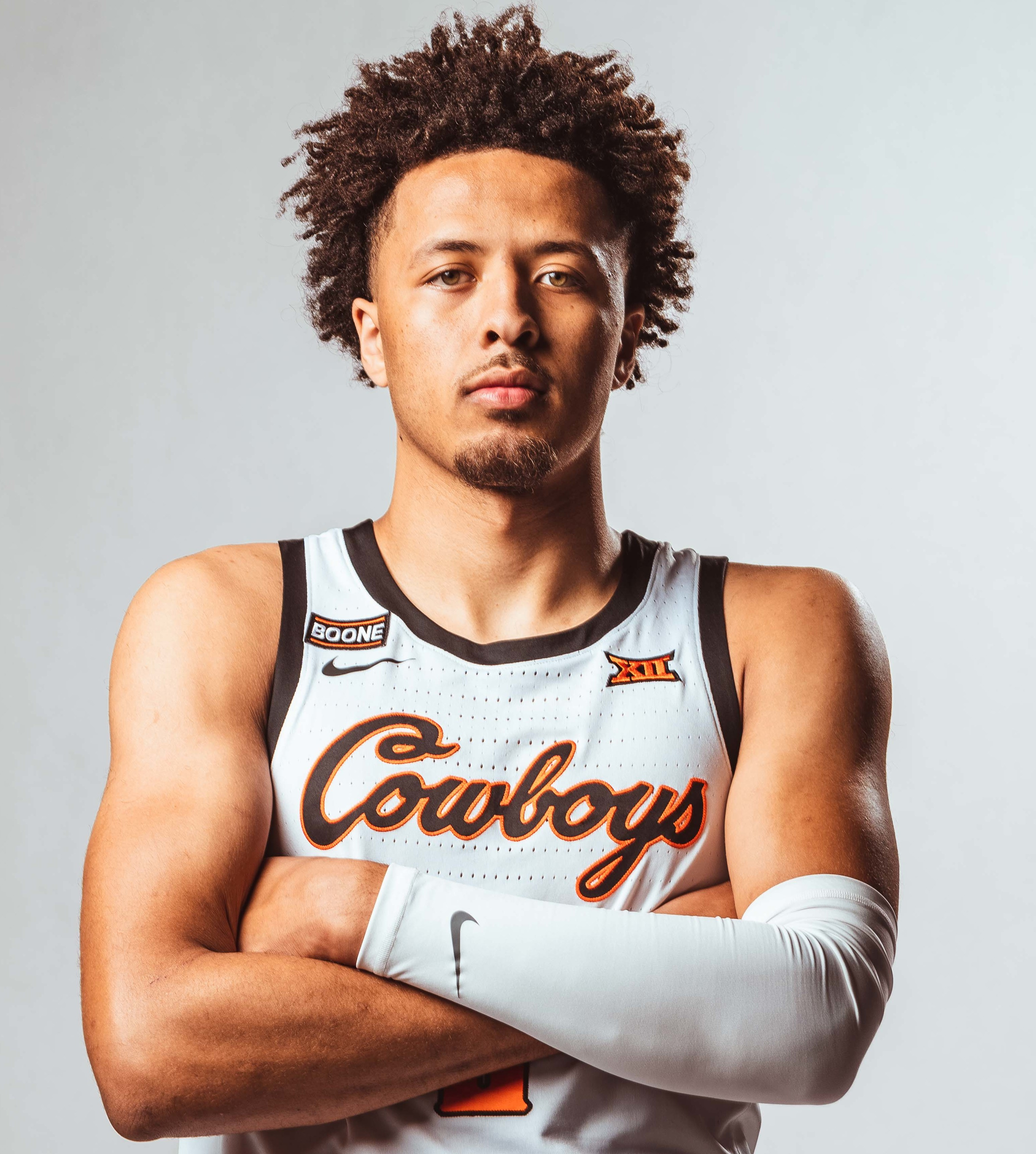
Cunningham con Oklahoma State en 2020.

Recibió ofertas de los programas de baloncesto de Kentucky, North Carolina y Duke, pero se decantó por Oklahoma State ya que su hermano Cannen fue contratado como entrenador asistente. Allí jugó una temporada, en la que promedió 20,1 puntos, 6,2 rebotes, 3,5 asistencias y 1,6 robos por partido.
El 1 de abril de 2021 anunció que ingresaría en draft de la NBA, y renunciaría a su elegibilidad universitaria restante. Los analistas lo consideraron como la elección número uno del draft de forma unánime.

#### Estadísticas
| Año     | Equipo         | PJ | PT | MPP  | %TC  | %3P  | %TL  | RPP | APP | ROB | TPP | PPP  |
| ------- | -------------- | -- | -- | ---- | ---- | ---- | ---- | --- | --- | --- | --- | ---- |
| 2020–21 | Oklahoma State | 27 | 26 | 35.4 | .438 | .400 | .846 | 6.2 | 3.5 | 1.6 | .8  | 20.1 |

### NBA

#### Detroit Pistons
Fue elegido en la primera posición del Draft de la NBA de 2021 por los Detroit Pistons. El 30 de octubre, Cunningham hizo su debut en la NBA, sumando dos puntos, dos asistencias y siete rebotes en la victoria 110-103 sobre Orlando Magic. El 21 de noviembre, se convirtió en el jugador más joven de la franquicia en registrar un triple-doble con 13 puntos, 12 rebotes y 10 asistencias. El 10 de enero de 2022 ante Utah Jazz, anotó 29 puntos. El 16 de enero ante Phoenix Suns, fue expulsado del encuentro al recibir su segunda técnica tras realizar un mate y señalar al rival. El 25 de enero, ante Denver Nuggets anota 34 puntos, reparte 8 asistencias y captura 8 rebotes, superando a Isiah Thomas como el jugador más joven de la franquicia en hacer un 30-5-5. El 30 de enero, ante Cleveland Cavaliers, consigue su segundo triple doble con 19 puntos, 10 rebotes y 10 asistencias. El 18 de febrero participó en el evento Clorox Rising Stars del All-Star Weekend, donde su equipo se proclamó campeón y Cade fue elegido como el mejor jugador del torneo. El 29 de marzo anotó 34 puntos ante Brooklyn Nets. Al término de la temporada fue incluido en el mejor quinteto de rookies.
A finales de septiembre de 2022 se anuncia la extensión de su contrato con los Pistons. El 12 de diciembre, tras varios encuentros lesionado y habiendo disputado únicamente 12 encuentros esa temporada, el equipo anuncia que se sometería a una cirugía en la tibia izquierda y que se perdería lo que restaba de temporada.
Durante su tercera temporada en Detroit, el 18 de diciembre de 2023 ante Atlanta Hawks, anota 43 puntos. El 26 de diciembre anota 41 puntos ante Brooklyn Nets.
En julio de 2024 acuerda una extensión de contrato con los Pistons, por cinco años y $226 millones. En su cuarta temporada en Detroit, el 4 de enero de 2025, anota 40 puntos ante Minnesota Timberwolves. A finales de enero de 2025 se anunció su participación como reserva en el All-Star Game, siendo la primera nominación de su carrera. El 31 de enero anota 40 puntos ante Dallas Mavericks.

## Selección nacional
Cunningham fue miembro de la selección estadounidense que ganó la medalla de oro en el Campeonato Mundial de Baloncesto Sub-19 de 2019 que se celebró en Grecia. Promedió 11,7 puntos, 4,9 rebotes y 5,7 asistencias a lo largo del torneo y fue el máximo anotador de la final con 21 puntos, en la que los Estados Unidos venció por 93-79 a Mali.

## Estadísticas de su carrera en la NBA

### Temporada regular
| Año      | Equipo   | PJ  | PT  | MPP  | %TC  | %3P   | %TL  | RPP | APP | ROB | TPP | PPP  |
| -------- | -------- | --- | --- | ---- | ---- | ----- | ---- | --- | --- | --- | --- | ---- |
| 2021-22  | Detroit  | 64  | 64  | 32.6 | .416 | .314  | .845 | 5.5 | 5.6 | 1.2 | .7  | 17.4 |
| 2022-23  | Detroit  | 12  | 12  | 33.3 | .415 | .279  | .837 | 6.2 | 6.0 | .8  | .6  | 19.9 |
| 2023-24  | Detroit  | 62  | 62  | 33.5 | .449 | .355  | .869 | 4.3 | 7.5 | .9  | .4  | 22.7 |
| 2024-25  | Detroit  | 70  | 70  | 35.0 | .469 | .356  | .846 | 6.1 | 9.1 | 1.0 | .8  | 26.1 |
| Total    | Total    | 208 | 208 | 33.7 | .446 | .339  | .853 | 5.4 | 7.4 | 1.0 | .6  | 22.1 |
| All-Star | All-Star | 1   | 0   | 5.4  | .667 | 1.000 | —    | 1.0 | 1.0 | .0  | .0  | 5.0  |

### Playoffs
| Año   | Equipo  | PJ | PT | MPP  | %TC  | %3P  | %TL  | RPP | APP | ROB | TPP | PPP  |
| ----- | ------- | -- | -- | ---- | ---- | ---- | ---- | --- | --- | --- | --- | ---- |
| 2025  | Detroit | 6  | 6  | 41.3 | .426 | .179 | .833 | 8.3 | 8.7 | 1.8 | 1.3 | 25.0 |
| Total | Total   | 6  | 6  | 41.3 | .426 | .179 | .833 | 8.3 | 8.7 | 1.8 | 1.3 | 25.0 |

## Vida personal
De niño jugó al fútbol americano como quarterback.
Su padre, Keith Cunningham, jugó también al fútbol universitario para los Texas Tech.
Su hermano mayor, Cannen, jugó al baloncesto en la universidad Metodista del Sur, antes de ser profesional en Polonia. Más tarde, en la 2019-20, se hizo entrenador asistente de Oklahoma State.
También tiene una hija, Riley, nacida en 2018.
Cade es vegano desde 2019.